# Strofe alcaica
Nella metrica classica, e in particolare della metrica eolica greca e latina, per strofe alcaica si intende una strofa composta da due endecasillabi alcaici, un enneasillabo alcaico e un decasillabo alcaico.
È attribuita al celebre poeta di Lesbo, Alceo. La strofe alcaica fu in seguito ampiamente ripresa anche nel mondo latino, in particolare da Orazio nelle sue Odi.
La strofe alcaica è anche uno dei metri classici più ripresi nell'Ottocento italiano dalla metrica barbara, in particolare da Giosuè Carducci. Giovanni Pascoli la utilizzò in Corda Fratres, l'inno della omonima fratellanza internazionale goliardica.

## Formazione
La strofe alcaica è composta da due endecasillabi, un enneasillabo e un decasillabo. Talvolta la si può trovare disposta su tre versi, poiché vengono uniti l'enneasillabo e il decasillabo. Si tratta però di un errore, visto che l'unione non è giustificata per l'assenza della sinafia.
Lo schema è:
X— ∪— X —∪∪ —∪ X
X— ∪— X —∪∪ —∪ X
X— ∪— X —∪ —X
—∪∪ —∪∪ —∪ —X
Es.
Ēheū fŭgācēs, Pōstŭmĕ, Pōstŭmĕ
lābūntŭr ānnī, nēc pĭĕtās mŏrām
rūgīs ĕt īnstāntī sĕnēctaē
ādfĕrĕt īndŏmĭtaēquĕ mōrtī
(Orazio, Carme II 14, 1-4)

## Endecasillabo alcaico

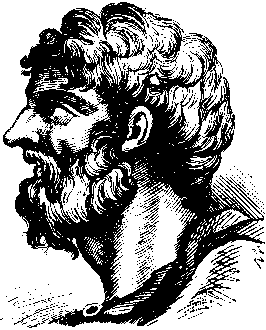
Alceo

Fa parte del gruppo dei versi eolici, come il gliconeo, ed è frequente nella metrica del poeta Alceo.
Schema:
X — ∪ — | X || — ∪ ∪ — | ∪ —
L'endecasillabo alcaico deve il suo nome ad Alceo, che ne fece ampio uso come elemento costitutivo della strofe alcaica; usato nella poesia lirica, questo metro fu introdotto a Roma da Orazio. È composto da un monometro giambico ipercatalettico e da un dodrans I; il monometro giambico, come usuale per le sizigie giambiche, ammette la lunga irrazionale per il primo piede, mentre la sillabe ipercatalettica è indifferens.
Alcuni esempi:
Vides ut alta stet nive candidum (Orazio, Odi, I, 9, v. 1)

## Enneasillabo alcaico
Oltre che nella strofe alcaica si può incontrare anche nelle strofe dattilo-epitrite. Può essere considerato una pentapodia eolica catalettica con tesi monosillabiche seguite da arsi monillabilche, tranne nell'ultimo piede, che è catalettico. Lo schema è:
X—∪—X—∪——

## Decasillabo alcaico
Il quarto colon della strofe alcaica è un metro eolico con quattro arsi stabili e tesi mobili. Corrisponde a un gliconeo ipponatteo. Lo schema è:
—∪∪—∪∪—∪—X

## Cinema
La strofe alcaica viene citata e parzialmente definita nel film Mio figlio professore (1946).